# Ōshika
Ōshika (大鹿村 Ōshika-mura?) es una villa en la prefectura de Nagano, Japón, localizada en la parte central de la isla de Honshū, en la región de Chūbu. El 1 de marzo de 2021 tenía una población estimada de 928 habitantes y una densidad de población de 4 personas por km².

## Geografía
Ōshika se encuentra en la parte sur de la prefectura de Nagano, entre las montañas Ina y las montañas Akaishi, con la línea tectónica media de Japón pasando por la parte sur de la aldea.

## Historia
El área de la actual Ōshika era parte de la antigua provincia de Shinano. Durante el período Edo, el área era parte de los territorios tenryō administrados directamente por el shogunato Tokugawa. La villa actual de Ōshika se estableció el 1 de abril de 1889 con el establecimiento del sistema moderno de municipios.

## Demografía
Según los datos del censo japonés, la población de Ōshika ha disminuido rápidamente en los últimos 50 años.
| Gráfica de evolución demográfica de Ōshika entre 1940 y 2015 |
|                                                              |
| Oficina de Estadísticas de Japón                             |